# Kielmeyera reticulata
Kielmeyera reticulata är en tvåhjärtbladig växtart som beskrevs av N. Saddi. Kielmeyera reticulata ingår i släktet Kielmeyera och familjen Calophyllaceae. Inga underarter finns listade i Catalogue of Life.